# Erioptera (Erioptera) brahma
Erioptera (Erioptera) brahma is een tweevleugelige uit de familie steltmuggen (Limoniidae). De soort komt voor in het Oriëntaals gebied.